# Aftershock (album de Motörhead)
Pour les articles homonymes, voir Aftershock.
Albums de Motörhead
The Wörld is Yours
(2010) Bad Magic
(2015)
Singles
1. Crying Shame
Sortie : 2013

Aftershock, est le 21e album studio du groupe britannique Motörhead. L'album est sorti le 21 octobre 2013 sur le label UDR GmbH / Motörhead Music et fut produit par Cameron Webb.

## Écriture et enregistrement
Lors d'une interview réalisée en août 2012 par Artisan News Service, le batteur Mikkey Dee révèle que le groupe a écrit un certain nombre de chansons prêtes pour le successeur de The Wörld is Yours, mais que le groupe continuait à écrire et composer. Mikkey Dee poursuit en précisant que le nouvel album sera enregistré et publié en 2013.
Fin octobre 2012, il est annoncé que le groupe a prévu de rentrer en studio pour janvier 2013. Il est aussi précisé que Cameron Webb, qui a produit les derniers disques de Motörhead, est de retour pour produire le nouvel album du groupe. Le titre de l'album ainsi que certains titres présents dans l'album sont confirmés le 18 juin 2013. Il est également confirmé que l'album comprendra treize titres. Début septembre 2013, la liste de titres est modifiée, et nous apporte un 14e titre, ainsi que la pochette de l'album.
Cet album est enregistré début 2013 aux NRG Studios de North Hollywood, Sunset Sound Recorders et The Sound Factory de Hollywood et Maple Sound Studios de Santa Ana en Californie.
Il se classe dans le top 10 de nombreux pays d'Europe dont l'Allemagne (#5). Il se hisse à la 22e place du Billboard 200, soit le meilleur classement obtenu par le groupe aux États-Unis. En France, il se classe à la 14e place, soit le meilleur classement d'un album du groupe, le dernier étant Overkill (#17) en 1979.
La chanson "Heartbreaker" est nommée pour la cérémonie des 57e Grammy Awards dans la catégorie Best Metal Performance mais échoue face à Tenacious D.

## Liste des titres
- Tous les titres sont signés par Lemmy Kilmister, Phil Campbell et Mikkey Dee.

1. Heartbreaker - 3:04
2. Coup de Grace - 3:45
3. Lost Woman Blues - 4:09
4. End of Time - 3:17
5. Do You Believe - 2:58
6. Death Machine - 2:37
7. Dust and Glass - 2:50
8. Going to Mexico - 2:51
9. Silence When You Speak To Me - 4:30
10. Crying Shame - 4:28
11. Queen of the Damned - 2:50
12. Knife - 2:57
13. Keep Your Powder Dry - 3:54
14. Paralyzed - 2:50

## Composition du groupe
- Lemmy Kilmister - chants & basse
- Phil Campbell - guitare
- Mikkey Dee - batterie

## Charts
| Pays                          | Durée du classement | Meilleur classement | Date              |
| ----------------------------- | ------------------- | ------------------- | ----------------- |
| Allemagne                     | 10 semaines         | 5e                  | 1er novembre 2013 |
| Autriche                      | 4 semaines          | 7e                  | 1er novembre 2013 |
| Belgique (W)                  | 13 semaines         | 26e                 | 2 novembre 2013   |
| Belgique (V)                  | 14 semaines         | 37e                 | 2 novembre 2013   |
| Canada                        | 1 semaine           | 22e                 | 9 novembre 2013   |
| Danemark                      | 1 semaines          | 14e                 | 1er novembre 2013 |
| Espagne                       | 5 semaines          | 23e                 | 27 octobre 2013   |
| États-Unis billboard 200      | 2 semaines          | 22e                 | 9 novembre 2013   |
| États-Unis Independent albums | 5 semaines          | 2e                  | 9 novembre 2013   |
| Finlande                      | 8 semaines          | 5e                  | 21 octobre 2013   |
| France                        | 7 semaines          | 14e                 | 2 novembre 2013   |
| Italie                        | 4 semaines          | 24e                 | 31 octobre 2013   |
| Norvège                       | 2 semaines          | 6e                  | 28 octobre 2013   |
| Nouvelle-Zélande              | 1 semaine           | 33e                 | 4 novembre 2013   |
| Pays-Bas                      | 1 semaine           | 64e                 | 26 octobre 2013   |
| Suède                         | 4 semaines          | 8e                  | 1er novembre 2013 |
| Suisse                        | 7 semaines          | 6e                  | 3 novembre 2013   |